# Kapok

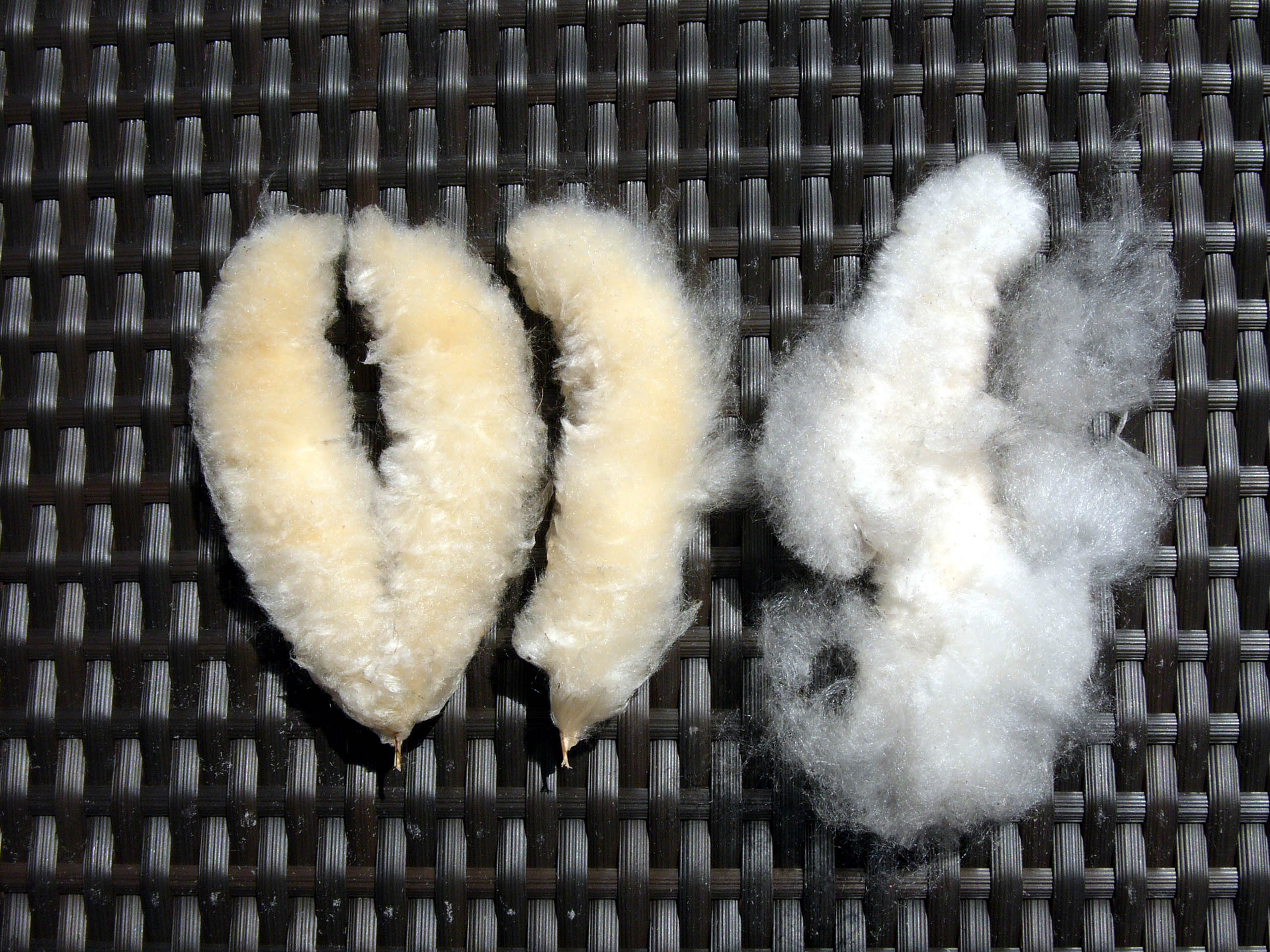
Chomáčky kapokových vláken

Kapok (z malajského kapuk) je duté vlákno ze semen stromu vlnovce pětimužného (Ceiba pentandra). 

## Vlastnosti vlákna

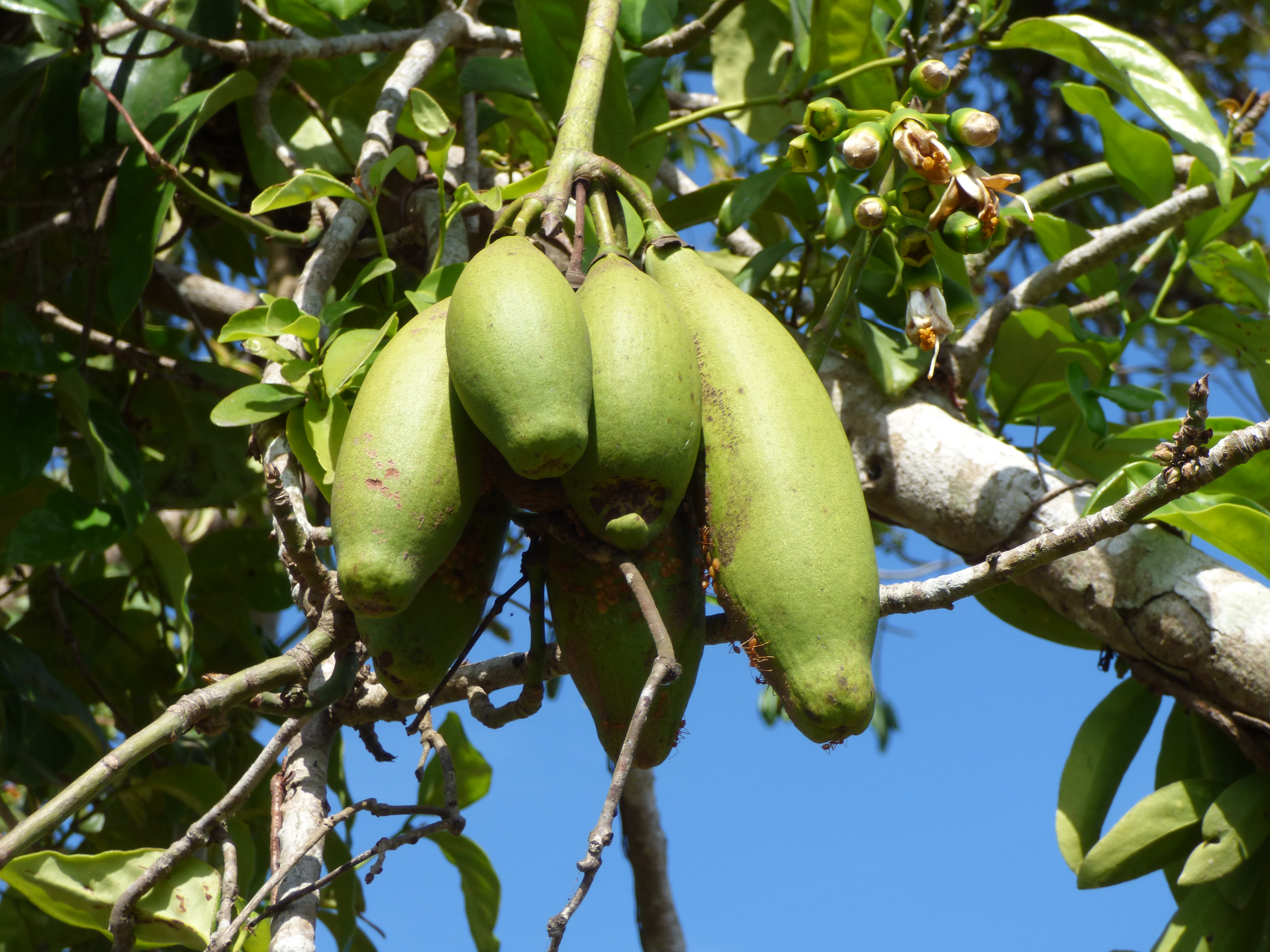
Nezralé tobolky kapoku (Indonésie 2015)

Vlákna dosahují délky 10–40 mm. Protože jsou asi z 80 % dutá, váží jen 0,35 g/cm³ (nejlehčí přírodní vlákno) – říká se jim také „rostlinné peří“ nebo „rostlinné hedvábí“. Tloušťka vláken se udává s 8–10 µm (0,5–0,65 dtex), pevnost 1,5–1,8 g/dtex, tažnost 2–4 %. Vlákno sestává ze směsi celulózy a ligninu, je silně vznětlivé, má jemný voskovitý povrch, vysoký lesk, ve vodě se nepotápí a unese až 36násobek vlastní váhy, má také vynikající savost a zadržovací schopnosti. Vlákno obsahuje zvláštní hořkou látku, která odpuzuje hmyz.

## Pěstování a sklizeň

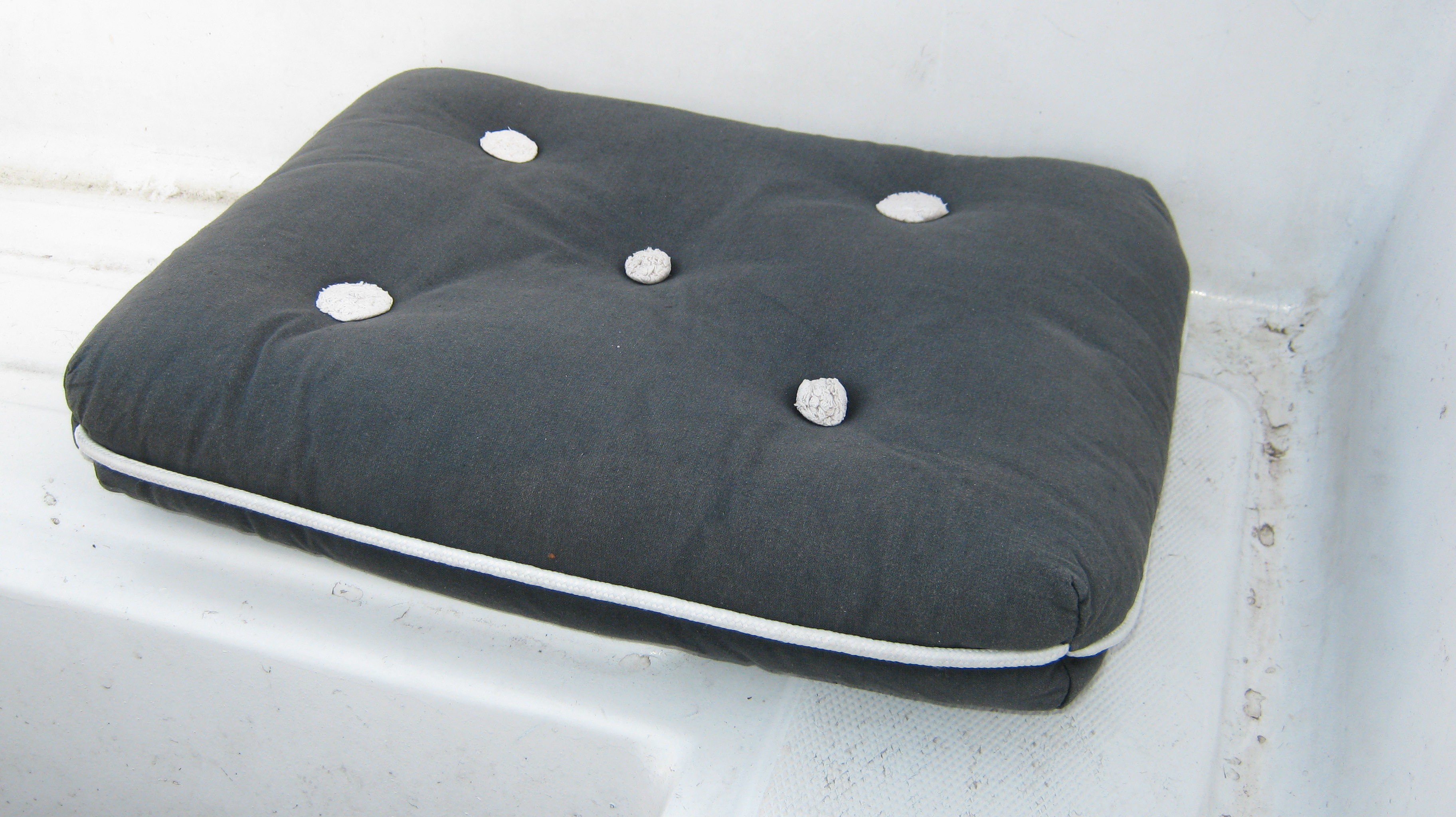
Plovoucí polštář plněný kapokovými vlákny

Kapok je tropický strom (až 70 m vysoký, max. průměr kmene 3 m) původem ze Střední Ameriky. Dospělá rostlina dává několik set asi patnácticentimetrových tobolek se semeny obalenými nažloutlými vlákny (15–18 kg vláken, max. 700 kg/ha a 30 kg semen). Sklizeň zralých tobolek se provádí ve 2 až 3 etapách, strojní  vyzrňování je podobné jako u bavlny. 
Celosvětovou produkci kapokových vláken zaznamenala FAO za rok 2020 se 78 674 tunami na  ploše 184 365 ha. Největší producenti byly: Indonésie, Thajsko a Indie.
 Prodejní hodnota vláken za rok 2022 se odhadovala na 726 miliony USD.
Podobné vlákno, tmavší barvy a podřadnější jakosti, pochází z Indie ze stromu Bombax ceiba.

## Zpracování a použití
Ve 3. dekádě 21. století se z asi 30 % kapokových vláken vyrábějí textilie, asi ½ se používá ve stavebnictví a na výrobu papíru.  
Z textilních výrobků se nejčastěji uvádějí: deky, výplň matrací a polštářů, záchranné plovací vesty.
Spřádání kapoku je velmi nesnadné. V posledních letech se však nabízí příze (v jemnosti do 17 tex) a tkaniny ze směsi bavlny s kapokem.